# Absperrtafel
Eine Absperrtafel ist ein Verkehrszeichen und Absperrgerät, das dazu dient, eine Arbeitsstelle oder eine Unfallstelle zu sichern. Sie macht den Verkehrsteilnehmer auf die Gefahrenstelle aufmerksam und leitet ihn auf einen benachbarten Fahrstreifen. Um den Verkehrsteilnehmer frühzeitig auf eine Absperrtafel hinzuweisen, kann eine Vorwarneinrichtung mit Anzeige der geänderten Verkehrsführung und einer Geschwindigkeitsbeschränkung verwendet werden.
Zusammen mit einem Anhänger bildet die Absperrtafel einen so genannten Sicherungsanhänger (fachsprachlich auch fahrbare Absperrtafel genannt), der rasch verfahren werden kann. Diese Eigenschaft macht eine Anwendung auch bei Wanderbaustellen (Erhaltungsmaßnahmen, Grün- und Gehölzpflege) möglich. Um die Auswirkungen eines Auffahrunfalls auf den Sicherungsanhänger zu reduzieren, kann ein Anpralldämpfer angebracht werden.

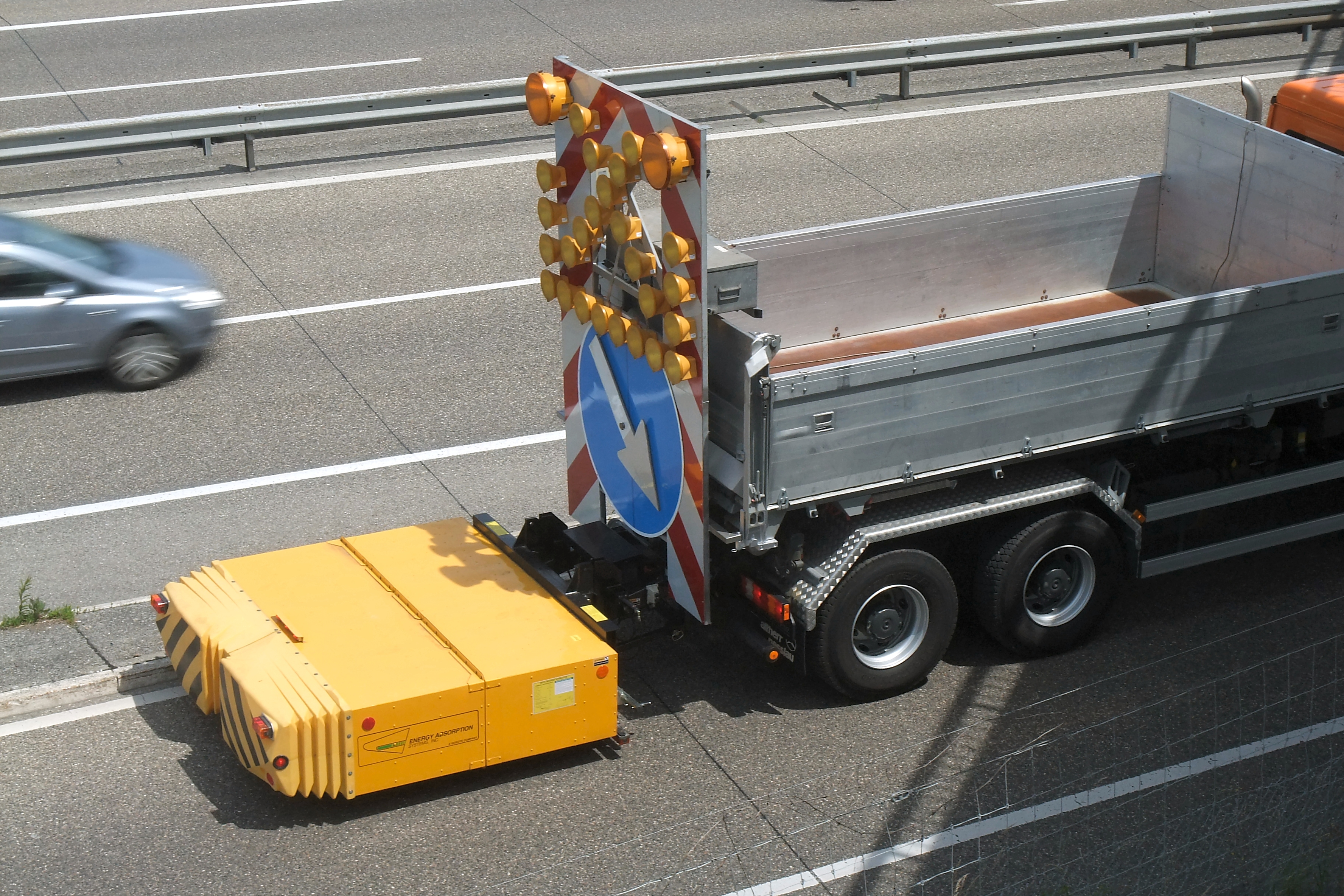
LKW mit Absperrtafel und Anpralldämpfer in der Schweiz

## Normen und Standards
Deutschland
- Richtlinien für die Sicherung von Arbeitsstellen an Straßen (RSA)
- Straßenverkehrs-Ordnung (Deutschland) (StVO)

Österreich
- RVS 05.05.40 ff. – Baustellenabsicherung

Schweiz
- SN 640 885c – Signalisation von Baustellen auf Autobahnen und Autostrassen